# Вуйи
Вуйи́ (фр. Vouilly) — коммуна во Франции, находится в регионе Нижняя Нормандия. Департамент коммуны — Кальвадос. Входит в состав кантона Изиньи-сюр-Мер. Округ коммуны — Байё.
Код INSEE коммуны — 14763.

## Население
Население коммуны на 2010 год составляло 164 человека.
| 1962 | 1968 | 1975 | 1982 | 1990 | 1999 | 2010 |
| ---- | ---- | ---- | ---- | ---- | ---- | ---- |
| 217  | 263  | 220  | 204  | 185  | 190  | 164  |

## Экономика
В 2010 году среди 94 человек трудоспособного возраста (15—64 лет) 66 были экономически активными, 28 — неактивными (показатель активности — 70,2 %, в 1999 году было 72,4 %). Из 66 активных жителей работали 57 человек (31 мужчина и 26 женщин), безработных было 9 (7 мужчин и 2 женщины). Среди 28 неактивных 5 человек были учениками или студентами, 12 — пенсионерами, 11 были неактивными по другим причинам.